# François Petit
François Petit (Lyon, Francuska, 8. studenog 1951.) je francuski majstor borilačkih vještina i glumac, najpoznatiji po ulozi Sub-Zera u prvom filmu Mortal Kombat.
Petit je bivši pripadnik specijalnih snaga a nosi crni pojas osmog stupnja u jiu-jitsu te crni pojas 7. stupnja u karate do borilačkoj vještini. Ima i titulu KaiDen-Shihan što je najveća titula za poznavatelja borilačkih vještina u Svijetu, iako do nje nije došao pobjedom za naslov svjetske titule. Također, ima i crni pojas 3. stupnja u judu.
Osim nekolicine filmova, Petit je viđen i u dokumentarnom filmu "Beyond the Mat" koji govori o pro-wrestlingu (hrv. kečeri), gdje se osvrće na izvedbu hrvača Micka Foleyja nakon što je u meču izveo posebno opasnu akrobaciju. François Petit spominje se i u Foleyjevoj autobiografiji: "Have a Nice Day: A Tale of Blood and Sweatsocks", gdje je spomenut kao hrvačev terapeut shiatsu masaže. Petit je radio i kao liječnik u World Wrestling Entertainment (WWE), koja je ranije koristila naziv WWF (eng. World Wrestling Federation). Međutim, on nije certificirani liječnik u federalnoj državi Kaliforniji i drugim državama.

## Fimografija
| Godina | Film          | Uloga            |
| ------ | ------------- | ---------------- |
| 1995.  | Mortal Kombat | Sub-zero         |
| 1996.  | Cannes Man    | Francuz          |
| 2009.  | First strike  | Victor Devereaux |